# Chasmia atriventris
Chasmia atriventris är en tvåvingeart som först beskrevs av Schuurmans Stekhoven 1926.  Chasmia atriventris ingår i släktet Chasmia och familjen bromsar. Inga underarter finns listade i Catalogue of Life.